# Ernst Gamillscheg
No el confongueu amb Ernst Gamillscheg, bizantinista, nascut el 1950.

Ernst Gamillscheg (Jindřichův Hradec [alemany: Neuhaus], Bohèmia, actualment a la República Txeca, 28 d'octubre de 1887 – Göttingen, 18 de març de 1971) fou un romanista austríaco-alemany.

## Vida
Gamillscheg es va formar a Viena on va llegir la tesi doctoral, dirigida per Meyer-Lübke, el 1909 (Die romanischen Elemente in der deutschen Mundart von Lusern "Els elements romànics en el dialecte germànic de Luserna"; publicada a Halle an der Saale 1912). Després d'estudiar amb Jules Gilliéron i Mario Roques a París, va llegir la tesi d'habilitació el 1913 amb el títol Studien zur Vorgeschichte einer romanischen Tempuslehre (Viena 1913; Tübingen 1970). Després de combatre i ser ferit en la Primera Guerra Mundial, fou professor a Innsbruck des de 1916; el 1925 passà la Universitat de Berlín. De 1940 a 1944 fou professor a la Universitat de Bucarest, i retornà a Alemanya el 1946 a la Universitat de Tubinga on es jubilà el 1956, tot i que encara feu cursos com a professor emèrit a Zuric i Saarbrucken.
Gamillscheg s'ocupà particularment del francès (del qual publicà un diccionari etimològic, una semàntica i una sintaxi històrica) i de les relacions entre les llengües romàniques i les germàniques. Pòstumament fou publicat un article sobre l'article i els pronoms personals espanyols que hauria pogut constituir part d'una sintaxi històrica espanyola.
Fou membre de les acadèmies de ciències de Berlín (fins a 1945) i de Magúncia. Des de 1958 fou membre corresponent de la Secció Filològica de l'Institut d'Estudis Catalans.
Li foren dedicades 4 miscel·lànies d'homenatge: Ausgewählte Aufsätze (miscel·lània d'articles propis, Jena 1937, amb motiu dels 50 anys), Festgabe Ernst Gamillscheg (Tübingen 1952; als 65 anys), Syntactica et Stilistica (editada per Günter Reichenkron, Tübingen 1957; als 70 anys) i Verba et vocabula (editada per Helmut Stimm i Julius Wilhelm; als 80 anys).

## Obra
- Die romanischen Elemente in der deutschen Mundart von Lusern. Halle an der Saale 1912
- Studien zur Vorgeschichte einer romanischen Tempuslehre 1913
- Etymologisches Wörterbuch der französischen Sprache. 2 volums. Heidelberg, 1926–1929 (2a edició 1966–1969); 1997 (ISBN 3-8253-0501-5)
- Die Sprachgeographie und ihre Ergebnisse für die allgemeine Sprachwissenschaft 1928
- Romania Germanica. 3 volums. Berlin, 1934, 1935, 1936 (nova edició 1970)
- Immigrazioni germaniche in Italia. Leipzig: Keller, 1937
- Romanen und Basken 1950
- Französische Bedeutungslehre. Tübingen 1951
- “Sur une source catalane de la chanson de geste Girart de Roussillon”, Mélanges de linguistique française offerts à M. Charles Bruneau. Ginebra, Droz 1954, p. 227-233.
- Burgundische Lehnwörter in der Chanson de geste "Girart de Roussillon". Helsinki, Annales Academiae Scientiarum Fennicae, 1954.
- Historische französische Syntax. Tübingen 1957
- Ausgewählte Aufsätze. 2n volum, Tübingen 1962
- “Zum spanischen Artikel und Personalpronomen”, Estudis Romànics 15, 1973, pàgines 129-135